# Giacomo Bini
Giacomo Bini (23 de agosto de 1938 - 9 de mayo de 2014), fue un sacerdote franciscano. Ordenado en 1964, trabajó como misionero en África y fue nombrado Ministro General de la Orden de los Frailes Menores (OFM) para el período 1997-2003. Hablaba con fluidez italiano, francés, inglés, español y kiswahili.

## Vida
Bini nació en Ostra Vetere, Ancona en 1938. Ingresó a una edad temprana en un seminario, donde recibió su educación secundaria, e ingresó en la orden franciscana el 18 de septiembre de 1956, a la edad de 18 años. Hizo su Profesión solemne el 7 de septiembre de 1963, y fue consagrado sacerdote el 14 de marzo de 1964. Posteriormente prosiguió sus estudios tanto en París, donde asistió al Institut Catholique durante dos años, como en Estrasburgo, donde obtuvo el título de Doctor en Ciencias Religiosas en la Universidad de Estrasburgo en 1971. Su tesis se tituló "El pecado y la penitencia en San Basilio de Cesarea". Sus primeros roles iban desde Definidor, instructor de liturgia en el seminario regional de Fano, maestro de estudios para futuros frailes en su noviciado, vicario provincial de la región de Marche y guardián y párroco en Urbino.

## Ministro General
El 14 de mayo de 1997, en la reunión del Capítulo General en Santa María de los Ángeles, cerca de Asís, Bini fue elegido sucesor de San Francisco y líder de la Orden mundial de los Frailes Franciscanos, cargo que desempeñó durante un período de seis años, hasta el 2003. Durante su superintendencia, como parte de una renovación de los antiguos vínculos entre el capítulo toscano de los franciscanos y el pueblo de Lituania, se estableció una ermita franciscana en julio de 2000 en la Colina de las Cruces cerca de Šiauliai, y para la ocasión el Papa Juan Pablo II escribió una carta de agradecimiento a Bini y sus hermanos.
Como jefe de la Orden Franciscana, que es el 'custodio de Tierra Santa' católico oficial, participó activamente en la búsqueda de resolver diplomáticamente el callejón sin salida creado durante el asedio israelí de la Iglesia de la Natividad en Belén en 2002 durante el Al-Aqsa Intifada. Estuvo presente en el Monte Nebo para saludar al Papa Juan Pablo II en el punto de partida de su peregrinación a Israel, Jordania y la Autoridad Palestina. Posteriormente, con motivo de la Reunión del Capítulo General de 2003, el Papa se dirigió a Bini y su orden en una extensa carta sobre sus funciones y misión.

## Fallecimiento
Falleció, tras una breve enfermedad, el 9 de mayo del 2014. Después de una misa funeral celebrada por el actual Ministro General de la Orden, el P. Michael Perry, el 12 de mayo en la Iglesia de las Hermanas Franciscanas Misioneras de María en Grottaferrata, fue enterrado en la tumba familiar en Marino.